# Saint-Cyr-du-Ronceray
Saint-Cyr-du-Ronceray är en kommun i departementet Calvados i regionen Normandie i norra Frankrike. Kommunen ligger i kantonen Orbec som ligger i arrondissementet Lisieux. År 2018 hade Saint-Cyr-du-Ronceray 724 invånare.

## Befolkningsutveckling
Antalet invånare i kommunen Saint-Cyr-du-Ronceray
Referens:INSEE